# Jarrod Smith
Jarrod Brian Stockley Smith (Havelock North, 20 giugno 1984) è un calciatore neozelandese, attaccante dello Hawke's Bay United.

## Carriera

### Club
Smith ha studiato alla West Virginia University e ha giocato per i Mountaineers dal 2003 al 2006. Nel 2004 e nel 2005 ha partecipato ai campionati di calcio maschili NCAA. Ha giocato sia da attaccante, che da ala, per i WVM. In quattro stagioni, ha segnato trentadue reti in settantaquattro incontri. Come senior, nel 2006, ha siglato quattordici gol in sole sedici partite, sotto la guida del tecnico Marlon LeBlanc.
Il 18 gennaio 2007, Smith è stato selezionato nel Draft supplementare della MLS del 2007, ma ad agosto ha firmato per il Crystal Palace Baltimore. A marzo 2008, è stato incluso nel roster del Toronto FC. Ha debuttato il 13 aprile, nella sfida contro i Los Angeles Galaxy ed ha segnato subito la sua prima rete, nella vittoria per tre a due dei canadesi.
Il 26 novembre dello stesso anno, è stato selezionato dai Seattle Sounders nel Draft d'espansione della MLS del 2008.

### Nazionale
Smith ha giocato nella Nuova Zelanda under 20 e Nuova Zelanda under 23 ed ha fatto parte della squadra che ha sfiorato la partecipazione ai Giochi della XXVIII Olimpiade, che è poi andato all'Australia under 23.
Ha debuttato per la Nuova Zelanda nella sfida contro la Malaysia, il 23 febbraio 2006. È stato membro della tournée della sua Nazionale in Europa, nel 2006. È entrato a partita in corso contro Ungheria e Georgia, prima di partire da titolare con l'Estonia. Nell'ultima gara, contro il Brasile, è entrato durante il secondo tempo.